# Zulfikar Ali Bhutto

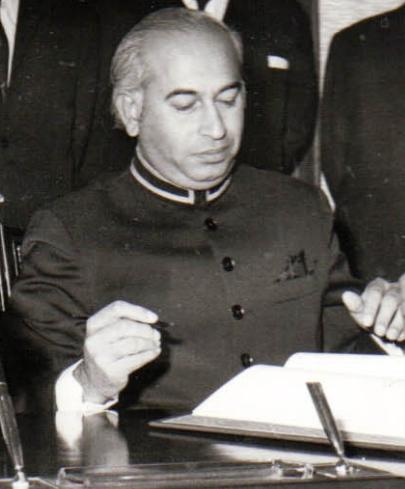
Zulfikar Ali Bhutto

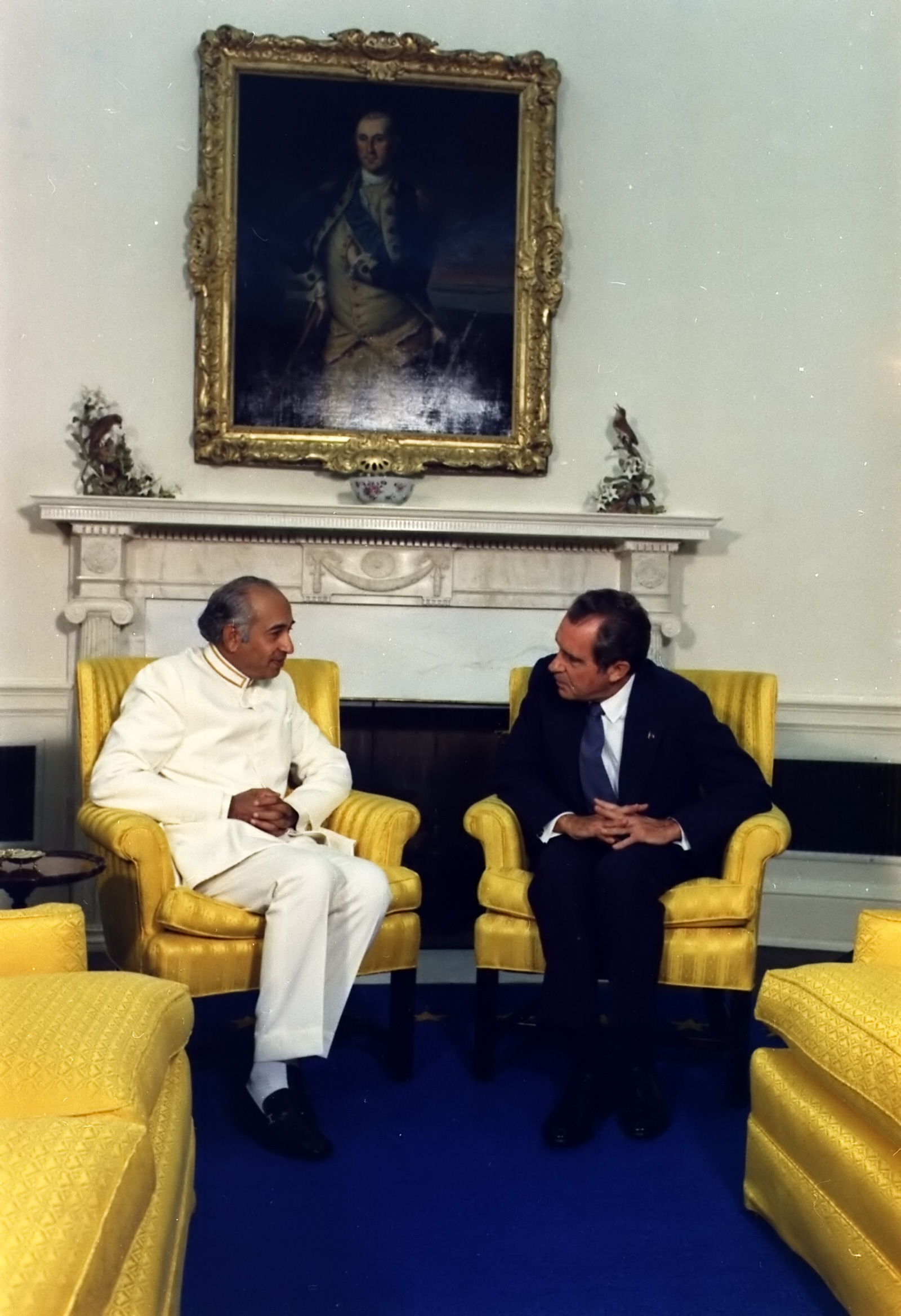
Bhutto und Nixon (1973)

Zulfikar Ali Bhutto (Urdu ذوالفقار علی بھٹو; * 5. Januar 1928 in Larkana, Präsidentschaft Bombay, Britisch-Indien, heute Sindh, Pakistan; † 4. April 1979 in Rawalpindi) war ein pakistanischer Rechtsanwalt und Politiker sowie der Gründer der Pakistanischen Volkspartei (PPP). Nachdem er verschiedene Ministerien geführt hatte, war er von 1971 bis 1973 Staatspräsident und anschließend bis 5. Juli 1977 Premierminister des Landes.

## Herkunft und Jugend
Bhutto war der einzige überlebende Sohn einer wohlhabenden muslimischen Sindhi-Familie und hatte eine Schwester. Sein Vater, Sir Shah Nawaz Bhutto, war Politiker in Britisch-Indien. Er wanderte nach Westpakistan aus, nachdem der kleine Fürstenstaat Junagadh, dessen Premierminister er war, nach der Teilung Indiens 1947 zu Indien kam, obwohl er ursprünglich Pakistan beitreten wollte.
Die Schulbildung erhielt Zulfikar Ali Bhutto in Bombay an der anglikanischen Privatschule Cathedral and John Connon School.
Danach erwarb er 1950 an der University of California, Berkeley, einen Bachelor in Politikwissenschaft. Anschließend studierte er an der Universität Oxford Jura und arbeitete nach dem Studium in Großbritannien als Rechtsanwalt und Dozent.

## Politik
1953 kehrte Bhutto nach Pakistan zurück und eröffnete eine Anwaltskanzlei in Karatschi. 1957 wurde er zum Mitglied der pakistanischen Delegation bei den Vereinten Nationen berufen. 1958 wurde er in der Regierung von Muhammed Ayub Khan, der durch einen unblutigen Staatsstreich an die Macht gekommen war, zunächst Handelsminister und übernahm später andere Ministerposten. Von 1963 bis 1966 setzte er sich als Außenminister für eine größere Unabhängigkeit von den westlichen Ländern und für engere Verbindungen zu China ein. Wegen seiner Opposition gegen den 1966 geschlossenen Frieden mit Indien nach dem Krieg um Kaschmir trat Bhutto als Außenminister zurück und gründete 1967 die Pakistanische Volkspartei (PPP), die ursprünglich den Aufbau der Demokratie und eine sozialistische Wirtschaft anstrebte.
Nach der Niederlage 1971 im Krieg gegen Indien wegen des Bangladeschkonfliktes kam Bhuttos Pakistanische Volkspartei (PPP) mit den Wahlen 1972 an die Macht und er wurde Staatspräsident. Mit Inkraftsetzung der neuen Verfassung am 14. August 1973 übernahm Bhutto das Amt des mit umfassenden Vollmachten ausgestatteten Premierministers.
Zu Bhuttos wesentlichen Erfolgen gehört, dass Pakistan unter seiner Herrschaft zur Atommacht aufstieg. Nachdem Indien 1974 nahe der Grenze zu Pakistan erstmals Atombomben getestet hatte, initiierte Pakistan mit dem Project-706 ein eigenes Atomwaffenprogramm. Zu Beginn seiner Amtszeit verstaatlichte Bhutto mehrere Schlüsselindustrien. In Verhandlungen gelang es ihm, von Indien besetzte Gebiete zurückzubekommen, außerdem wurden über 90.000 pakistanische Gefangene freigelassen. Unter Bhuttos Regierung begann die Islamisierung Pakistans.
Am 5. Juli 1977 putschte nach Protesten der Muslimliga und der Pakistan National Alliance (PNA) wegen Wahlbetrugs der Oberbefehlshaber der Streitkräfte General Mohammed Zia ul-Haq und setzte Bhutto ab (siehe Operation Fair Play). Bhutto wurde wegen angeblicher Anstiftung zum Mord an einem Oppositionspolitiker zum Tode verurteilt und am 4. April 1979 trotz internationaler Proteste in Rawalpindi gehängt. Seine letzten Worte waren: „Allah sei mir gnädig – ich sterbe unschuldig.“

## Familienmitglieder
1951 heiratete Bhutto seine zweite Frau, die aus dem Iran stammende Nusrat Bhutto. Das Paar hatte vier Kinder: die Tochter Benazir, die Söhne Murtaza und Shahnawaz und die Tochter Sanam. Drei seiner Kinder starben wie er selbst eines gewaltsamen Todes: Murtaza Bhutto wurde 1996 von der Polizei erschossen, Shahnawaz Bhutto starb unter unklaren Umständen im französischen Exil (wobei seine Frau nach anfänglicher Verhaftung wegen Spionageverdachts von allen Verdachtsmomenten freigesprochen wurde, von Teilen der Familie Bhutto aber nach wie vor als Mörderin beschuldigt wird) und seine Tochter Benazir Bhutto, die zwischen 1988 und 1996 zwei Mal Regierungschefin von Pakistan war, wurde am 27. Dezember 2007 nach einer Wahlkampfveranstaltung Opfer eines Attentats. Bhuttos Schwiegersohn Asif Ali Zardari, der Mann von Benazir Bhutto, war von 2008 bis 2013 Präsident Pakistans.